# Бикнел (Јута)
Бикнел (енгл. Bicknell) град је у америчкој савезној држави Јута.

## Демографија
По попису из 2010. године број становника је 327, што је 26 (-7,4%) становника мање него 2000. године.
| Група             | 2000.       | 2010.       |
| Белци             | 340 (96,3%) | 310 (94,8%) |
| Афроамериканци    | 0 (0,0%)    | 0 (0,0%)    |
| Азијати           | 0 (0,0%)    | 1 (0,3%)    |
| Хиспаноамериканци | 11 (3,1%)   | 11 (3,4%)   |
| Укупно            | 353         | 327         |